# Klasifikace automobilů
Vlády a soukromé organizace sestavily různé klasifikace automobilů, která se používají pro regulaci trhu, lepší popis a kategorizaci v automobilovém průmyslu.
Mezinárodní norma ISO 3833-1977 Silniční vozidla – Typy – Termíny a definice také definuje pojmy pro klasifikaci automobilů.

## Přehled klasifikací
Následující tabulka shrnuje běžně používané pojmy tržních segmentů a právní klasifikace.
| Segmenty automobilového trhu a právní klasifikace |                   |                         |                              |                                                                           |
| Segment Eurocar                                   | Třída Euro NCAP   | Velikostní třída US EPA | Další obvyklé názvy segmentu | Příklady                                                                  |
| Quadricycle                                       | —                 | —                       | Microcar Bubble car          | Isetta, Aixam/Mega City                                                   |
| Segment A, mini automobily                        | Supermini         | Minikompakt (automobil) | City car Kei car (JP)        | Chevrolet Spark, Fiat 500, Kia Picanto, Suzuki Alto, Renault Twingo       |
| Segment B, malé automobily                        | Supermini         | Subkompakt (automobil)  | —                            | Ford Fiesta, Kia Rio, Opel Corsa, Peugeot 208, Volkswagen Polo            |
| Segment C, nižší střední třída                    | Malé rodinné auto | Kompakt (automobil)     | —                            | Honda Civic, Hyundai Elantra, Ford Focus, Toyota Corolla, Volkswagen Golf |
| Segment C, nižší střední třída                    | Malé rodinné auto | Kompakt (automobil)     | Manažerský subkompakt        | Acura ILX, Audi A3, BMW řady 1, Lexus CT, Mercedes-Benz třídy A           |